# ألفرد جان بابتيست لومير
ألفرد جان بابتيست لومير (بالفرنسية: Alfred Jean-Baptiste Lemaire) هو ملحن فرنسي، ولد في 15 يناير 1842 في أير سور لا ليز في فرنسا، وتوفي في 24 فبراير 1907 في طهران في إيران.